# B&H Airlines
B&H Airlines je bivša nacionalna zrakoplovna tvrtka Bosne i Hercegovine. Glavna baza se nalazila na Zračnoj luci Sarajevo. B&H Airlines je izgubio licencu o obavljanju zračnih operacija u srpnju 2015. godine nakon akumulacije više milijunskih dugova prema svojim kreditorima i dobavljačima. Kao posljedica nagomilanih dugova, svi računi tvrtke su bili zamrznuti, a dva aviona zapečaćenja od strane leasing agencija preko kojih su kupljena. 
U vrijeme svog gašenja B&H Airlines je letio na 3 destinacija koristeći flotu od jednog zrakoplova.

## Povijest
Zrakoplovna tvrtka je osnovana 12. kolovoza 1994. pod imenom "Air Bosna". Operacije je prekinula u jesen 2003. zbog velikih dugova koje su imali. Tvrtka je ponovno osnovana u svibnju 2004. odlukom Vijeća ministara Bosne i Hercegovine. Operacije su ponovno pokrenute u lipnju 2005. s dva zrakoplova tipa ATR 72-212 koji su kupljeni od talijansko-francuskog proizvođača Avions de Transport Régional.
Pred kraj 2007. Vlada Bosne i Hercegovine počela je tražiti kupca za B&H Airlines. Turkish Airlines se prijavio na natječaj 23. veljače 2008., dok se hrvatski nacionalni zrakoplovni prijevoznik Croatia Airlines na natječaj prijavio 30. ožujka 2008. godine.
Dana 29. listopada 2008. Vlada Bosne i Hercegovine je odlučila kako je turski nacionalni prijevoznik Turkish Airlines najbolji kupac za B&H Airlines. Turkish Airlines ponudio najam dva Boeing aviona za potrebe B&H Airlines-a u zamjenu za 49% udjela u vlasništvu tvrtke.
U srpnju 2012. Turkish Airlines donosi odluku o povlačenju iz B&H Airlines-a nakon nesuglasica oko načinja upravljanja i daljeg razvoja tvrtke. Ubrzo nakon toga, Vlada Bosne i Hercegovine odobrava 3.5 milijuna KM za B&H Airlines kako bi spasila tvrtku od bankrota. Od polovice 2012. godine Vlada Bosne i Hercegovine imala je udio od 99.93%, a Energoinvest 0.07% udio tvrtke.Ubrzo nakon toga jedan je od dva zrakoplova ATR 72-212 bio prizemljen zbog hitnih popravaka. Nakon završenog servisa, zrakoplov je ostao prizemljen zbog nemogućnosti B&H Airlines-a da isplati dugove za popravke. U lipnju 2015. godine, Vlada Bosne i Hercegovine donosi odluku o gašenju B&H Airlines-a zbog nagomilanih dugova prema kreditorima i dobavljačima. U tom trenutku B&H Airlines je prema tvrtki HETA dugovala oko 8 milijuna eura za najam aviona, te 3.5 milijuna eura Zračnoj luci Sarajevo. Ukupni dug B&H Airlines-a u trenutku gašenja je iznosio 17 milijuna američkih dolara.
Posljednji komercijalni let B&H Airlines-a je obavljen 11. lipnja 2015. godine. Certifikat o zračnim operacijama B&H Airlines-a je ukinut 2. srpnja 2015. godine.

## Odredišta
U ožujku 2015. godine, B&H Airlines je vršio letove na sljedećim odredištima:

### Bosna i Hercegovina
- Sarajevo - Zračna luka Sarajevo (sjedište)
- Banja Luka - Zračna luka Banja Luka

### Švicarska
- Zürich - Zračna luka Zürich

## Flota
U trenutku gašenja, B&H Airlines je raspolagao sa sljedećim zrakoplovom:
| Zrakoplov  | U floti | Narudžba | Broj putnika |
| ---------- | ------- | -------- | ------------ |
| ATR 72-212 | 1       | 0        | 66           |

### Zrakoplovi korišteni u prošlosti:
- Airbus A319-100
- ATR 42
- Boeing 737-200
- Boeing 737-400
- CASA C-212 Aviocar
- Fokker F50
- McDonnell Douglas MD-80
- Yakovlev Yak-42

## Statistika
| 2005   | 2006    | 2007   | 2008   | 2009   | 2010    | 2011    | 2012   | 2013   | 2014   | 2015 (1. četvrt) |
| ------ | ------- | ------ | ------ | ------ | ------- | ------- | ------ | ------ | ------ | ---------------- |
| 24.906 | 59.792  | 68.222 | 61.904 | 87.158 | 138.241 | 129.435 | 59.697 | 31.705 | 35.606 | 3.604            |
|        | +140,1% | +14,1% | -9,2%  | +40,8% | +58,6%  | -6,7%   | -53,6% | -46,9% | -12,3% | -42,3%           |

## Vanjske poveznice
- Službena web stranica